# Wapen van Sint-Jans-Molenbeek

Wapen van Sint-Jans-Molenbeek

Het wapen van Sint-Jans-Molenbeek werd in 1818 aan de Brusselse gemeente Sint-Jans-Molenbeek toegekend. Na de Belgische onafhankelijkheid werd het op 16 mei 1839 per Koninklijk Besluit (opnieuw) toegekend.

## Blazoenering
De blazoenering van het wapen luidt als volgt:
D'azur, à un St.-Jean d'or.
In lazuur een Sint-Jan-de-Doper van goud.
Het wapen is blauw van kleur en toont in goud een jonge Johannes de Doper met een lam. (De heilige wordt soms niet als jongeman afgebeeld.) Hij houdt in zijn rechterhand een vaandel vast.

## Geschiedenis
Het kapittel van Sint-Goedele heeft rechten gehad in het gebied wat nu Sint-Jans-Molenbeek is. Het cijnshof van het kapittel heeft gezegeld met een eigen zegel waarop een Romaanse kerk stond afgebeeld. 500 jaar lang, tussen 1295 en 1795, was Sint-Jans-Molenbeek onderdeel van de stad Brussel.
Het wapen dat in 1818 door koning Willem I werd toegekend had als beschrijving Van blaauw beladen met het beeld van St. Jan met het banier over het lam, alles van goud. Omdat de kleuren van het wapen niet bekend waren, werd het in rijkskleuren aan de gemeente toegekend. Het wapen werd na de onafhankelijkheid van België in 1839 in dezelfde kleuren erkend.